# フレイザー・クワーク
フレイザー・クワーク（Fraser Quirk、1998年8月14日 - ）は、ジャパンラグビーリーグワン三重ホンダヒートに所属するラグビーユニオン選手。

## プロフィール
- オーストラリア出身[1]。
- ポジションはセンター(CTB)。
- 身長188cm、体重100kg。

## 略歴
2018年、開志国際高校卒業後、日本大学に入学。
2021年、日本大学ラグビー部の副将に就任。
2022年、三重ホンダヒートに加入。同年12月17日に行われたJAPAN RUGBY LEAGUE ONE第1節浦安D-Rocks戦にて先発出場でリーグワン公式戦初出場を果たして、デビュー戦でトライを挙げた。